# طيطوي شائع
طيطوي شائع (الاسم العلمي: Actitis  hypoleucos) (بالإنجليزية: Common  Sandpiper)‏ هو طائر ينتمي إلى طيطوي وشنقب (فصيلة: Scolopacidae).